# Schyliwzi
Schyliwzi (ukrainisch Шилівці; russisch Шиловцы Schilowzy, rumänisch Șilăuți) ist ein Dorf im Norden der ukrainischen Oblast Tscherniwzi mit etwa 2600 Einwohnern (2023).

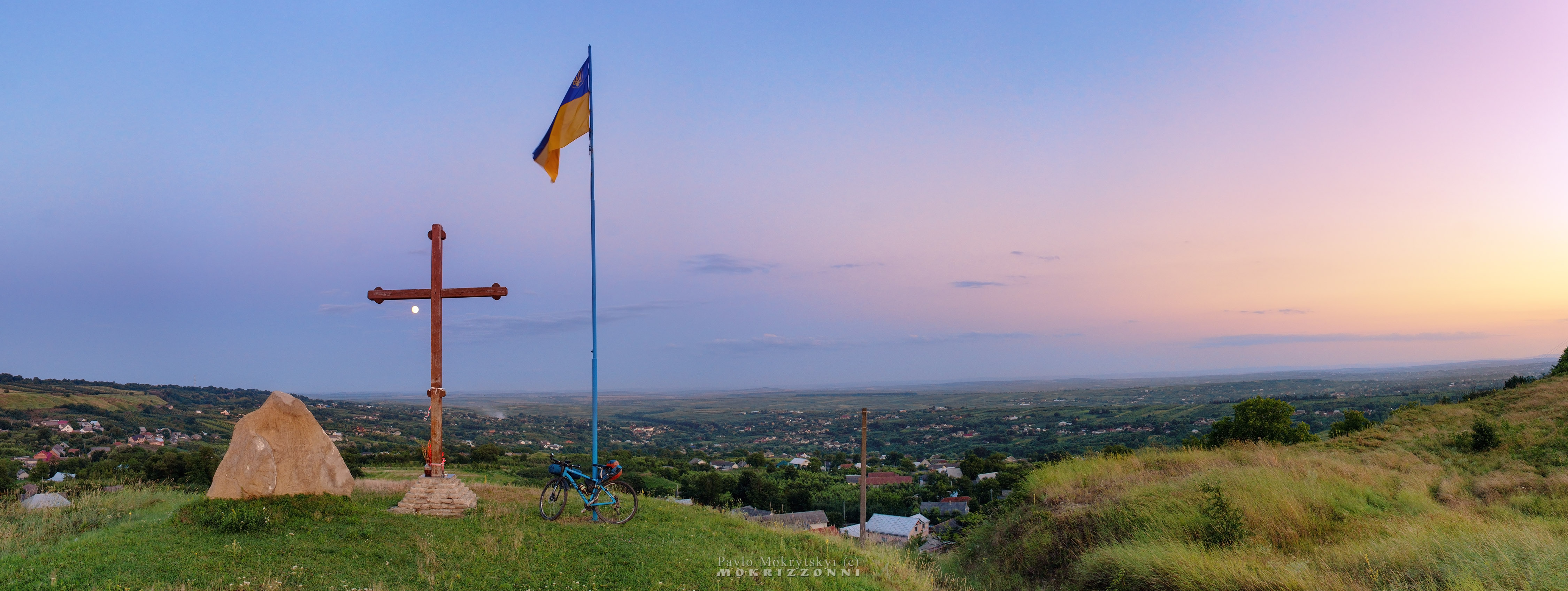
Panoramablick auf den Ort

Das bessarabische Dorf wurde erstmals 1652 schriftlich erwähnt. Schyliwzi liegt östlich vom Dorf Klischkiwzi am Ufer des Rynhatsch (Рингач), einem 42 km langen, linken Nebenfluss des Pruth. Durch die Ortschaft verläuft in Ost-West-Richtung die Territorialstraße T–26–03 und im Norden des Dorfes verläuft die T–26–21.
Das ehemalige Rajonzentrum Chotyn befindet sich 28 km nordöstlich und die Oblasthauptstadt Czernowitz etwa 30 km südwestlich von Schyliwzi.
Am 12. August 2015 wurde das Dorf ein Teil neu gegründeten Landgemeinde Klischkiwzi im Rajon Chotyn, bis dahin bildete es die Landratsgemeinde Schyliwzi (Шиловецька сільська рада/Schylowezka silska rada) im Westen des Rajons.
Seit dem 17. Juli 2020 ist der Ort ein Teil des Rajons Dnister.

## Söhne und Töchter der Ortschaft
- Hannah Lamdan (1905–1995), israelische Politikerin